# هيرمان صمويل ريماروس
هيرمان صموئيل ريماروس كان فيلسوفًا ألمانيًا وكاتبًا لعصر التنوير، كان من المعتقدين بالربوبية، وهو المبدأ القائل بأن العقل الإنساني يمكن أن يصل إلى معرفة الله والأخلاق من دراسة الطبيعة وواقعنا الداخلي، مما يلغي الحاجة إلى الأديان المبنية على الوحي أنكر الأصل الخارق للمسيحية، وكان أول ناقد مؤثر يشرع في التحقيق بشأن يسوع التاريخي.

## استشهادات
1. 1 2  Brockhaus Enzyklopädie | Hermann Samuel Reimarus (بالألمانية), OL:19088695W, QID:Q237227
2. 1 2  Gran Enciclopèdia Catalana | Hermann Samuel Reimarus (بالكتالونية), Grup Enciclopèdia, QID:Q2664168
3. 1 2  Internet Philosophy Ontology project | Hermann Samuel Reimarus (بالإنجليزية), QID:Q6023365